# Gurac
Gurac (en francès Gurat) és un municipi francès situat al departament del Charente i a la regió de la Nova Aquitània. L'any 2007 tenia 187 habitants.

## Demografia

### Població
El 2007 la població de fet de Gurat era de 187 persones. Hi havia 84 famílies de les quals 24 eren unipersonals (20 homes vivint sols i 4 dones vivint soles), 24 parelles sense fills, 20 parelles amb fills i 16 famílies monoparentals amb fills. La població d'habitants censats ha evolucionat segons el següent gràfic:

### Habitatges
El 2007 hi havia 119 habitatges, 85 eren l'habitatge principal de la família, 18 eren segones residències i 16 estaven desocupats. 116 eren cases i 3 eren apartaments. Dels 85 habitatges principals, 54 estaven ocupats pels seus propietaris, 24 estaven llogats i ocupats pels llogaters i 7 estaven cedits a títol gratuït; 3 tenien dues cambres, 14 en tenien tres, 22 en tenien quatre i 46 en tenien cinc o més. 68 habitatges disposaven pel capbaix d'una plaça de pàrquing. A 34 habitatges hi havia un automòbil i a 36 n'hi havia dos o més.

### Piràmide de població
La piràmide de població per edats i sexe el 2009 era:
| Homes | Edats   | Dones |
| ----- | ------- | ----- |
| 0     | 95 o +  | 0     |
| 0     | 90 a 94 | 0     |
| 0     | 85 a 89 | 4     |
| 4     | 80 a 84 | 0     |
| 8     | 75 a 79 | 16    |
| 4     | 70 a 74 | 4     |
| 8     | 65 a 69 | 0     |
| 8     | 60 a 64 | 4     |
| 0     | 55 a 59 | 8     |
| 12    | 50 a 54 | 12    |
| 4     | 45 a 49 | 4     |
| 0     | 40 a 44 | 4     |
| 12    | 35 a 39 | 0     |
| 16    | 30 a 34 | 4     |
| 0     | 25 a 29 | 12    |
| 4     | 20 a 24 | 0     |
| 0     | 15 a 19 | 8     |
| 0     | 10 a 14 | 0     |
| 0     | 5 a 9   | 0     |
| 0     | 0 a 4   | 0     |

## Economia
El 2007 la població en edat de treballar era de 122 persones, 89 eren actives i 33 eren inactives. De les 89 persones actives 77 estaven ocupades (40 homes i 37 dones) i 12 estaven aturades (5 homes i 7 dones). De les 33 persones inactives 16 estaven jubilades, 7 estaven estudiant i 10 estaven classificades com a «altres inactius».

### Ingressos
El 2009 a Gurat hi havia 85 unitats fiscals que integraven 174 persones, la mediana anual d'ingressos fiscals per persona era de 15.826 €.

### Activitats econòmiques
Dels 11 establiments que hi havia el 2007, 1 era d'una empresa de construcció, 2 d'empreses de comerç i reparació d'automòbils, 1 d'una empresa de transport, 3 d'empreses d'hostatgeria i restauració, 1 d'una empresa immobiliària, 2 d'empreses de serveis i 1 d'una entitat de l'administració pública.
Dels 2 establiments de servei als particulars que hi havia el 2009, 1 era un taller de reparació d'automòbils i de material agrícola i 1 restaurant.
L'any 2000 a Gurat hi havia 15 explotacions agrícoles que ocupaven un total de 1.122 hectàrees.

## Equipaments sanitaris i escolars
L'únic equipament sanitari que hi havia el 2009 era una ambulància.

## Poblacions properes
El següent diagrama mostra les poblacions més properes.